# Schinus pearcei
Schinus pearcei är en sumakväxtart som beskrevs av Adolf Engler. Schinus pearcei ingår i släktet Schinus och familjen sumakväxter. Inga underarter finns listade i Catalogue of Life.